# Rhamphomyia galbanata
Rhamphomyia galbanata är en tvåvingeart som beskrevs av Collin 1933. Rhamphomyia galbanata ingår i släktet Rhamphomyia och familjen dansflugor. Inga underarter finns listade i Catalogue of Life.